# مذهب

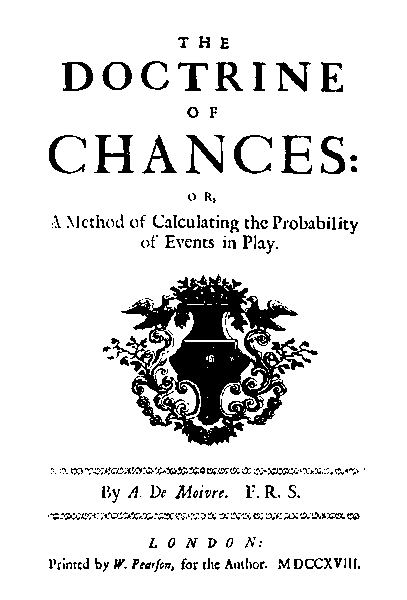

المذهب، في اللغة العربية هو الطريق والسبيل، وفي الاصطلاح هو مذهب ومنهج العالم سواءً كان في العقيدة أو في الفقه أو في أصول الفقه وفي علوم الحديث أو في اللغة العربية أو غيره من العلوم الشرعية.

## تعريف المذهب
المذهب لغة: مكان الذهاب وهو الطريق، والذهاب: السير والمرور، والمذهب: مصدر كالذهاب، وذهب به وأذهبه غيره: أزاله، والمذهب: المتوضأ؛ لأنه يذهب إليه. والمذهب: المعتقد الذي يذهب إليه. واصطلاحا: الأحكام التي اشتملت عليها المسائل شبهت بمكان الذهاب بجامع أن الطريق يوصل إلى المعاش، وتلك الأحكام توصل إلى المعاد أو بجامع أن الأجسام تتردد في الطريق، والأفكار تتردد في تلك الأحكام، ثم أطلق عليها المذهب استعارة مصرحة. أي: استعارة تصريحية تبعية بأن شبه اختيار الأحكام بمعنى الذهاب واستعير الذهاب لاختيار الأحكام، واشتق منه مذهب بمعنى أحكام مختارة، ثم صار حقيقة عرفية حكاه المحشي عن شيخه، والبجيرمي.
ويطلق المذهب عند علماء الفقه على الأحكام الفقهية المستفادة من أدلتها بطريق الاجتهاد، ويطلق المذهب في الحقيقة على ما ذهب إليه إمام المذهب من الاختيارات والأحكام المنسوبة إليه، فالمذهب بالمعنى الحقيقي يطلق على فقه إمام المذهب، فمثلا: فقه الإمام أحمد، هو المذهب حقيقة. ومذاهب الأئمة التي اشتهرت وعمل أصحاب الأئمة من بعدهم على نقلها وتحريرها وتنقيحها بقيت تحمل اسم إمام المذهب المعمول به، لكن أصحاب إمام المذهب من بعده إذا كانوا من مجتهدي التخريج فتخريجاتهم في مذهب إمامهم لا تنسب إلى إمام المذهب، بل تنسب إلى الأصحاب، ويكون تخريج الأصحاب على فقه الإمام هو المذهب بالمعنى الاصطلاحي، والتخريج في كل مذهب يكون على فقه الإمام، ويكون على غيره، ومعلوم أن المخرج على غير فقه الإمام لا يكون مذهباً له.

## مدارس العلوم الإسلامية
- مدارس علوم القرآن.
- مدارس علوم الحديث.
- مدارس الفقه الإسلامي.
- مدارس التزكية والتربية والتصوف.
- مدارس علم الكلام .
- مداس علوم اللغة.